# Piaractus mesopotamicus
Pacu-caranha ou Pacuguaçu: originário  principalmente do Rio Paraguai e no Rio Paraná ocorre desde a província de Entre Rios na Argentina até a represa de Itaipu. A sinonímia para este peixe é: Piaractus mesopotamicus = Colossoma mitrei.

## Pacu preto ou pacu negro
O pacu-caranha apresenta a cor negra quando encontrado em rios do Pantanal de águas cristalinas e  isto também ocorre na Amazônia com o tambaqui (Colossoma macropomus) em alguns rios (mesmo a cor comum ao tambaqui ser outra) e também ocorre com (Colossoma bidens). Já o pacu-caranha do Rio Aquidauana não apresenta a cor negra sendo bem mais claro.

## Hibridação
Tambacu: Híbrido entre tambaqui (Colossoma macropomus) e pacu-caranha (Colossoma mitrei).
Foi criado para combinar o maior crescimento do tambaqui e a resistência ao frio do pacu.

## Introdução em novas áreas
Devido a qualidade da carne, o pacu-caranha, foi introduzido em vários cursos de água na região sudeste e nordeste do Brasil.